# فراتسانو
فراتسانو (به ایتالیایی: Ferrazzano) یک کومونه در ایتالیا است که در استان کامپوباسو واقع شده‌است.

## خصوصیات
فراتسانو ۱۶ کیلومترمربع مساحت و ۳٬۱۷۰ نفر جمعیت دارد و ۸۷۰ متر بالاتر از سطح دریا واقع شده‌است.

## خواهرخوانده
شهر San Bartolomeo in Galdo خواهرخواندهٔ فراتسانو هست.